# Амазон червонолобий
Амазон червонолобий (Amazona festiva) — птах родини папугові. Поширений у тропічних лісах Південної Америки.

## Зовнішній вигляд
Довжина тіла 34 см, хвоста 12 см. Забарвлення оперення темно-зелене. У верхній частині тіла є темна облямівка. Нижня частина спини, надхвістя, гузка, вуздечка й чоло червоне. По чолу до очей проходить червона смуга, від очей до горла вузькі сині смуги. Брови, підборіддя й крильце сині, на скронях є білі плями. Дзьоб червонуватий, восковиця чорнувата.

## Розповсюдження
Населяють Еквадор, Перу, Колумбію, Венесуелу, Гаяну, Бразилію.

## Спосіб життя
Живе у вологих тропічних сельвах уздовж річок, на затоплюваних територіях басейну Амазонки й Оріноко.

## Утримання
Досить здатний до наслідування мови папуга, досить швидко стає ручним.